# Hippomelas planicauda
Hippomelas planicauda är en skalbaggsart som beskrevs av Thomas Casey 1909. Hippomelas planicauda ingår i släktet Hippomelas och familjen praktbaggar. Inga underarter finns listade i Catalogue of Life.